# Jeorjia Papanastasiu
Jeorjia Papanastasiu, gr. Γεωργία Παπαναστασίου (ur. 1955) – grecka lekkoatletka, biegaczka długodystansowa (głównie maratonka).
Podczas mistrzostw Europy w 1982 zajęła 22. miejsce w biegu maratońskim z czasem 3:18:40.
Wielokrotna mistrzyni Grecji w maratonie.
Dwukrotna rekordzistka kraju w maratonie (3:02:12 w 1982 oraz 2:58:25 w 1984), była także rekordzistką Grecji w biegach na 3000 (9:51,36 w 1984) i 10 000 metrów.